# Live at the Rainbow
Live at the Rainbow — перше концертне відео, записане гуртом Iron Maiden 21 грудня 1980 року і випущене у 1981 році. Воно включає один з ранніх концертів гурту з гітаристом Адріаном Смітом, а також дуже ранню версію пісні «Killers» з текстом, що відрізняється від альбомної версії, яка вийде у 1981 році. Пізніше Пол Ді'Анно зізнався, що написав текст за п'ять хвилин до виходу на сцену того вечора. Це було спростовано, оскільки той самий текст був виконаний гуртом на фестивалі у Редінгу у серпні 1980 року.
Через технічні проблеми на середині концерту обірвалася звукова лінія. В результаті чого глядачам було дозволено залишитися після концерту, щоб подивитися, як гурт виконає пісні «Iron Maiden» та «Phantom of the Opera» ще раз для запису.
Цей концерт увійшов до диску 1 альбому The History of Iron Maiden — Part 1: The Early Days. (укр. Історія Iron Maiden — Частина 1: Ранній період)
 Крім того, нарізки «Iron Maiden» та «Wrathchild» з цього відео отримали інтенсивну ротацію на MTV в перші години його виходу в ефір.

## Список Композицій
Всі треки написані Стівом Гаррісом, за винятком випадків, коли це зазначено.
1. «The Ides of March» (інтро)
2. «Wrathchild»
3. «Killers» (Гаріс, Пол Ді'Анно)
4. «Remember Tomorrow» (Гаріс, Пол Ді'Анно)
5. «Transylvania» (інструментал)
6. «Phantom of the Opera»
7. «Iron Maiden»

## Виконавці Запису
- Пол Ді'Анно — вокал
- Дейв Мюррей — гітара
- Адріан Сміт — гітара
- Стів Гарріс — басс гітара
- Клайв Барр — ударні